# Jane Hading
Jane Hading, pseudonimo di Alfrédine Jeanne Tréfouret (Marsiglia, 25 novembre 1859 – Neuilly-sur-Seine, 28 febbraio 1941), è stata un'attrice teatrale francese.

## Biografia
Figlia illegittima di Jeanne-Hermance Tréfouret e Alexandre Hadingue, un attore (già sposato) del Théâtre du Gymnase di Marsiglia, Jane Hading esordì sulle scene nel 1873 ad Algeri e, nello stesso anno, fece il suo debutto al Teatro chediviale dell'Opera del Cairo. Dopo essersi affermata come ingenua e soubrette, di ritorno in patria cominciò ad apparire anche in alcune operette, cominciando da Ruy Blas. Il debutto parigino avvenne nel 1877 con La Chaste Suzanne, in cartellone al Théâtre du Palais-Royal, a cui seguirono le operette La petite mariée e Belle Lurette al Théâtre de la Renaissance. Raggiunse il successo nel 1883 come protagonista di una riduzione teatrale de Il padrone delle ferriere in scena a Marsiglia. L'anno dopo sposò Victor Koning, direttore del Théâtre du Gymnase.
L'anno dopo il divorzio da Koning nel 1887, recitò negli Stati Uniti con Benoît-Constant Coquelin, con cui tornò a condividere le scene statunitensi nel 1893. In patria ottenne un grande successo ne Le Prince d'Aurec di Henri Lavedan in cartellone al Théâtre du Vaudeville nel 1892. Nel 1894 si unì alla Comédie Française, consacrandosi definitivamente come una delle più apprezzate e popolari interpreti teatrali della sua generazione, non solo in Francia, ma anche in Nordamerica e Inghilterra. Di ritorno da una tournée del Sudamerica, Victorien Sardou la volle come protagonista del suo Marcelle nel 1896. Le sue ultimi apparizioni sulle scene la videro impegnata in opere quali La Châtelaine di Alfred Capus, Retour de Jerusalem di Charles Maurice Donnay, La Princesse Georges di Alexandre Dumas fils e Plus que reine di Émile Bergerat.
Morì nel 1941 all'età di 81 anni.